# Tratado de Madrid (1630)
El tratado de Madrid de 1630 fue un acuerdo de paz mediante el cual España e Inglaterra ponían fin a la guerra que ambos países mantenían desde 1624. El tratado incluía el restablecimiento de las relaciones comerciales entre ambos países.

## El tratado

### Delegaciones
Tras las conversaciones preliminares mantenidas desde al menos 1629 por agentes informales (destaca la labor de Pedro Pablo Rubens y Baltasar Gerbier), que contaron con la intermediación de Carlos Manuel I de Saboya y de los oficios de Carlos Coloma en la embajada española en Londres, el tratado definitivo se firmó el 15 de noviembre de 1630 en Madrid, con la presencia de Gaspar de Guzmán, Íñigo Vélez de Guevara y Pedro de Zúñiga en representación de Felipe IV de España y de Francis Cottington enviado por Carlos I de Inglaterra.

### Acuerdos
Los principales puntos acordados en el tratado fueron:
- Cese de las hostilidades; olvido de los daños y ofensas; revocación de las patentes de corso otorgadas durante la guerra.
- Negación de ayuda y de comercio con los enemigos de la parte contraria; ninguno de los firmantes formaría alianzas en perjuicio de la otra parte.
- Restablecimiento de las relaciones comerciales según los términos acordados en el tratado de Londres de 1604.
- Los navíos españoles tendrían libre entrada en los puertos ingleses, y recíprocamente, los ingleses podrían entrar en los puertos españoles.
- Los súbditos de cada uno de los países firmantes recibirían en el otro país el mismo trato que los nativos.
- Inglaterra interrumpiría sus relaciones comerciales con las Provincias Unidas, en aquella época enfrentadas contra España en la guerra de Flandes.
- Las mercancías de Inglaterra, Escocia e Irlanda tendrían libre entrada en España, previo pago de las tasas aplicables; el mismo trato recibirían las mercancías españolas en las islas británicas. Las mercancías compradas por ingleses en España y destinadas a terceros países tendrían un recargo del 30 %.
- Los ciudadanos ingleses no serían molestados por la inquisición española por razones de religión.
- Supresión del derecho de aubana.
- En caso de guerra entre ambos, los ciudadanos residentes en territorio extranjero tendrían seis meses para salir del país, llevando consigo sus propiedades.
- Liberación de los presos tomados por ambas partes durante el transcurso de la guerra, previo pago de los gastos ocasionados por su manutención; los galeotes estarían exentos de este pago.
- Intermediación de Inglaterra ante una hipotética tregua con las Provincias Unidas.
- Las condiciones comerciales pactadas con España serían igualmente aplicables en los Países Bajos españoles. En las condiciones del tratado estarían comprendidos los aliados de ambos países.